# Sand Springs (Texas)
Pour l’article homonyme, voir Sand Springs.
Sand Springs est une census-designated place située dans le comté de Howard, dans l’État du Texas, aux États-Unis. Sa population s’élevait à 835 habitants lors du recensement de 2010.